# Damien Sandras
Damien Sandras (Ath, 18 novembre 1976) è un informatico belga, noto nella comunità del software libero grazie al suo lavoro su GNOME, più specificamente per lo sviluppo di Ekiga, il principale softphone open source per desktop GNU/Linux.
È stato anche uno dei primi sviluppatori del FOSDEM, il più importante evento dedicato agli sviluppatori di software libero in Europa.
Sandras è laureato presso l'Université Catholique de Louvain.
Dall'ottobre 2008 collabora con Be IP, servizio con software open source VoIP aziendali.